# Charles Maillard (1876-1973)
Pour les articles homonymes, voir Charles Maillard et Maillard.
Charles Maillard, né le 29 juin 1876 à Cholet (Maine-et-Loire) et mort le 4 août 1973 à Corné (Maine-et-Loire), est un sculpteur et céramiste français.

## Biographie

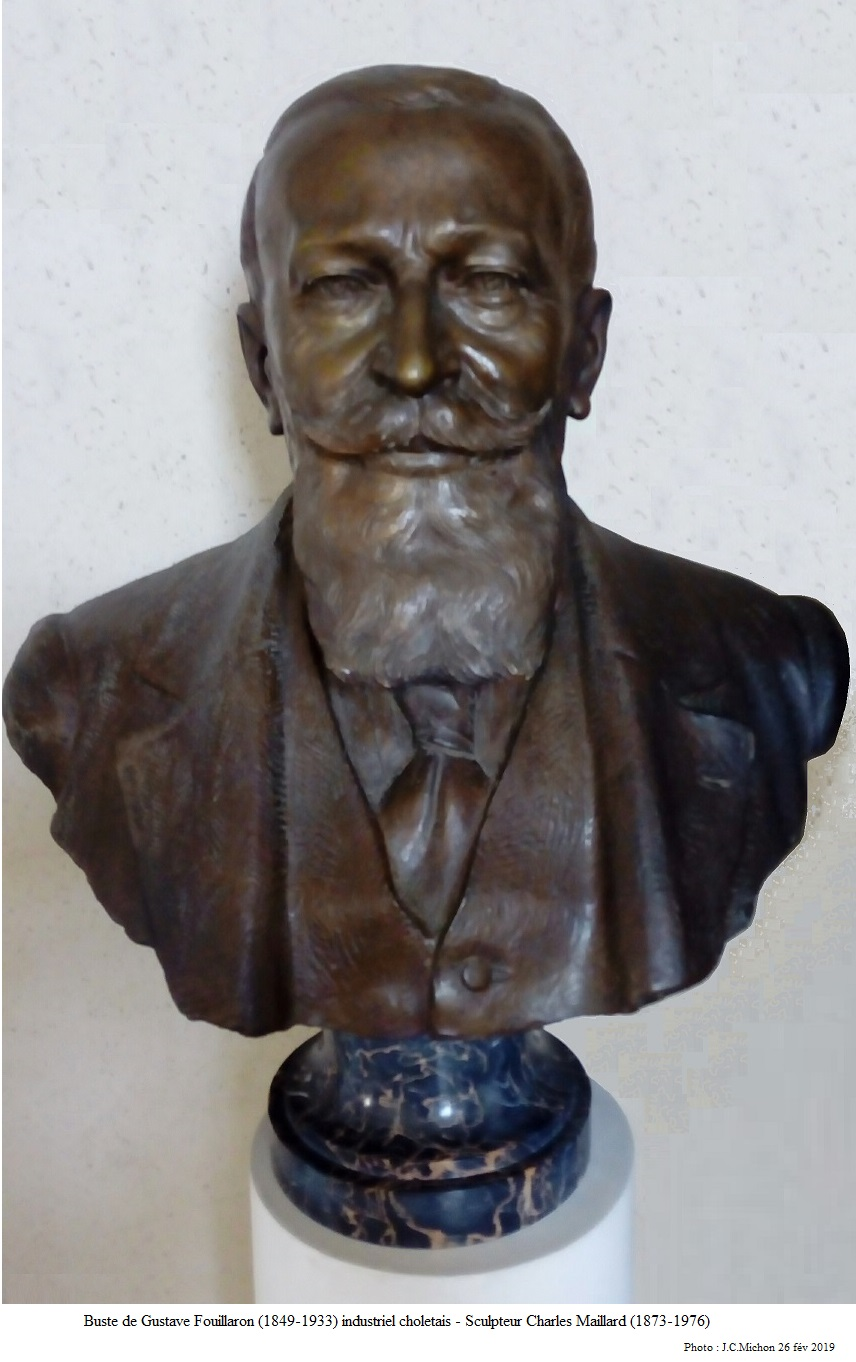
Buste de Gustave Fouillaron, Cholet, Chambre de commerce et d'industrie.

Charles Pierre Maillard, est le fils d'Émile Maillard, boulanger et de Clémence Célina Aubry. Il a un frère, le docteur Émile Henri Maillard (1874-1962), médecin dès 1905, administrateur lui aussi (comme leur père) à compter de 1944 de l'hôpital de Cholet où il a une rue à son nom,. Élève au collège Colbert à Cholet, il entre au lycée David-d'Angers, étudie à l'école régionale des beaux-arts d'Angers — où il reçoit l'enseignement de Brunelair — puis  s'installe à Paris où il fréquente l'Académie Julian et rejoint l'École nationale supérieure des beaux-arts où il est élève dans les ateliers de Louis-Ernest Barrias et de Jules Coutan. Il concourt plusieurs fois sans succès au prix de Rome,.
À partir de 1901, après ses études, Charles Maillard expose régulièrement au Salon des artistes français. Il reçoit plusieurs médailles et mentions honorables.
Il établit son atelier à Paris, où il demeure 199, rue de Vaugirard. Deux lettres datées des 24 octobre 1944 et 6 février 1945 — présentant sa candidature au poste vacant de directeur de l'école des beaux-arts d'Angers — mentionnent qu'il a passé la fin des hostilités en Maine-et-Loire, à la Haie-Longue près de Saint-Aubin-de-Luigné.
Charles Maillard épouse son modèle, Marthe Ovillé, le 20 juillet 1920 dans le 16e arrondissement de Paris. Le couple n'a pas eu d'enfant. Il meurt le 4 août 1973 à Corné et son épouse le 25 février 1978 à Dinard.

## Œuvres

### Sculpteur
Parmi ses principales réalisations sculptées se trouvent :
- le monument érigé sur le caveau d'Adrien Delhumeau dans le transept droit de la chapelle Saint-Louis à Cholet (1903-1904)[N 2],[EC 1] ;
- le Monument aux morts en hommage aux anciens élèves[N 3],[EC 2],[6] dans la cour du collège Colbert de Cholet (1921)[13],[14] ;
- Le Poilu saluant une tombe à Baugé (1921)[15],[N 4] ;
- le Monument à Maurice Berteaux[16], ministre de la guerre, inauguré en 1922 à Chatou[8],[N 5] ;
- L'Aspirant blessé[6], monument aux morts des anciens élèves et professeurs, à l'entrée du lycée David d'Angers[17], à Angers[18], inauguré par le ministre de l'Intérieur (1923)[8] ;
- La Victoire remettant une couronne de lauriers, monument aux morts réalisé en deux exemplaires[19] : l'un à Condé-sur-Huisne, inauguré le 27 mai 1923 et l'autre à Feneu[20] ;
- le Monument de gloire et de reconnaissance 1914-1918 à Châteaudun, inauguré le 18 novembre 1923[21] ;
- le Monument aux morts de la grande guerre[22], place du 77e régiment d’infanterie à Cholet[23],[EC 3], inauguré par le maréchal Joffre[8] le 13 décembre 1925[N 6]. Un premier projet de monument qui n'a pas été retenu représente Clovis, Godefroy de Bouillon, le Grand Condé et Napoléon entourant « la figure de l'immortel poilu que la victoire vient couronner de lauriers »[24].

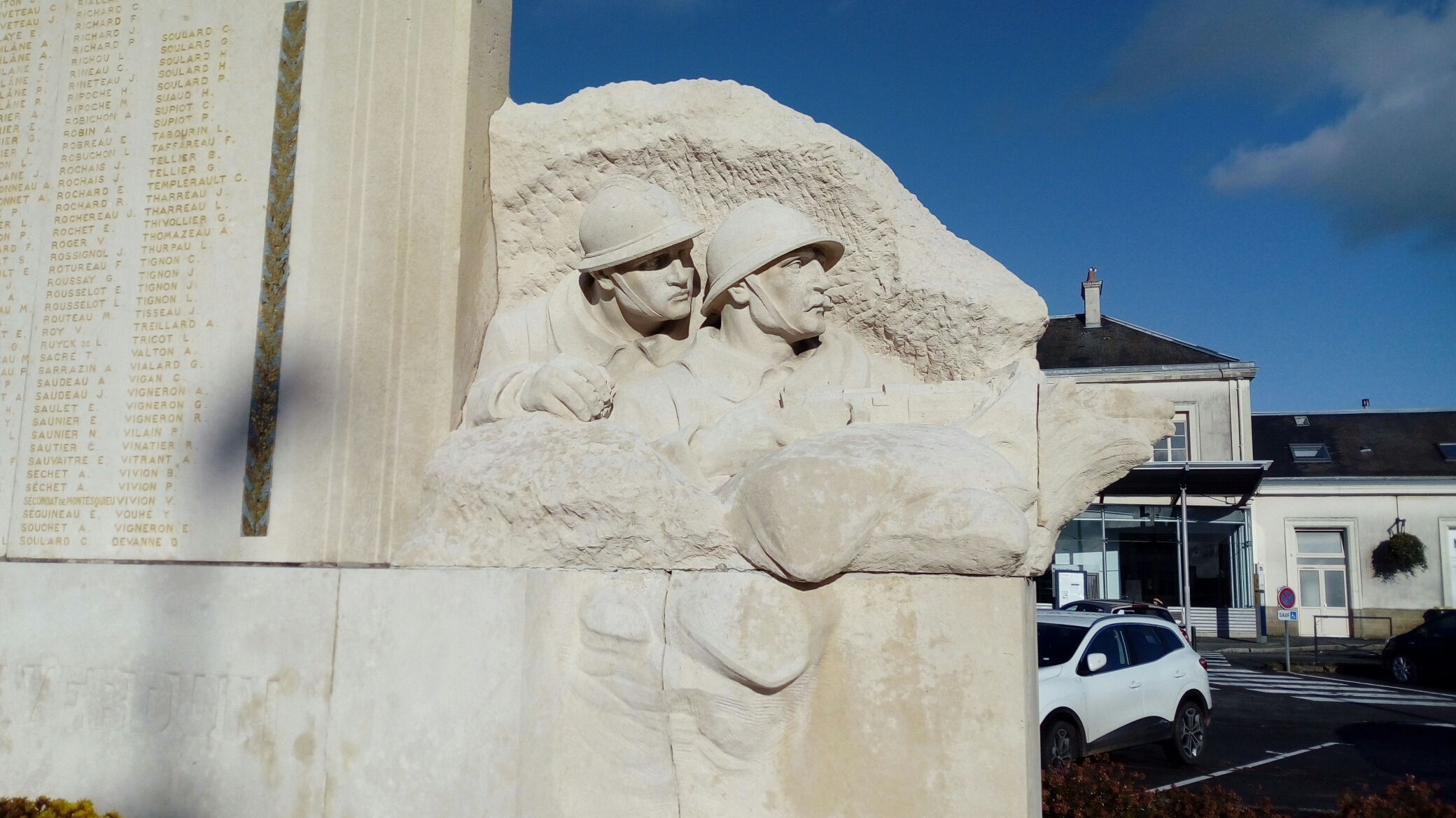
Les guetteurs (détail du monument aux morts de Cholet).

Jean Maillard indique que « le monument commémoratif de la guerre 1914-1918 sera construit devant la gare par le sculpteur Charles Maillard, à qui Gustave Fouillaron demandera de le représenter en buste » ;
- bronze à la cire perdue d'un lion assis sur un rocher à côté d'une lionne, qui s'approche d'un serpent (1925)[26] ;
- les buste des auteurs anciens, bibliothèque du palais Guanabara, Rio de Janeiro[8] ;
- le Monument à François-Joseph Talma[27], inauguré le 19 juillet 1931, statue en bronze à Poix-du-Nord[8]. Cette statue de François-Joseph Talma, réalisée par  Charles Maillard en 1931, a disparu pendant la guerre 39/45 et n'a jamais été retrouvée ; elle remplaçait la statue d’origine exécutée par Léon Fagel en 1904. La troisième statue en ce lieu est de 1986[28] ;
- le Mémorial du cardinal Luçon[29], en marbre blanc, dans la première nef latérale droite en l'église Notre-Dame de Cholet (1931)[8],[30] ;
- le Buste de Gustave Fouillaron, bronze, à la Chambre de commerce et d'industrie de Cholet[31],[25] ;
- le Monument aux morts de l’église Saint-Médard de Thouars[32] ;
- le Buste du sénateur Georges Portmann (1941)[33] ;
- Lièvre aux écoutes, bronze[2] ;
- Garçon au violon, bronze[34] ;
- Trophée de lièvre, bronze[35] ;
- L'Enfant au chat[11].

À l'inventaire du musée d'Art et d'Histoire de Cholet se trouvent une médaille commémorative et plusieurs projets signés de Charles Maillard :
- un Monument au cardinal Luçon, esquisse en plâtre de 90 cm de haut, projet en 1915 pour un monument représentant le cardinal sur les ruines de la cathédrale de Reims[N 7] et deux autres plâtres, un pour le portrait en médaillon du cardinal et l'autre pour la maquette du mémorial (1931) ;
- les modèles en plâtre des portraits en médaillon en marbre de quatre curés de Notre-Dame de Cholet[N 8] : Mgr Eugène Grellier de 1888 à 1893, le chanoine Jean-Baptiste Dubillot de 1893 à 1928, le chanoine Paul Gallard de 1928 à 1940 et le chanoine Pierre Douillard de 1941 à 1947 ;
- la Médaille commémorative du centenaire de la caisse d'épargne de Cholet, bronze (1935), avec une Angevine portant une coiffe à l'avers et les Armes de la ville de Cholet au revers.

Sont dites de lui les esquisses des statues extérieures de l'église du Sacré-Cœur de Cholet,. On le cite comme artiste sculpteur ayant modelé les hauts-reliefs, notamment :
- la Vierge, d'une hauteur de 4 mètres, qui surplombe deux portes de la façade latérale du côté ouest. Elle est dite, de la part de Charles Maillard « avoir fait l'objet d'une stylisation spéciale qui marque le souci très net d'une très intéressante accentuation de sa formule coutumière »[EC 4],[40]. En 1938, on relève aussi de l'architecte Maurice Laurentin lui-même : « le visage incliné et souriant. Haute mystique, si bien traduite par le sculpteur Maillard »[41] ;
- les six statues de la façade principale du côté nord[42] : Saint Maurille, Saint Maurice, Saint Louis, Jeanne d'Arc[43], Noël Pinot[EC 4] et Louis-Marie Grignion de Montfort.

Statues des entrées de la façade nord, par l'artiste sculpteur parisien, Charles Maillard.
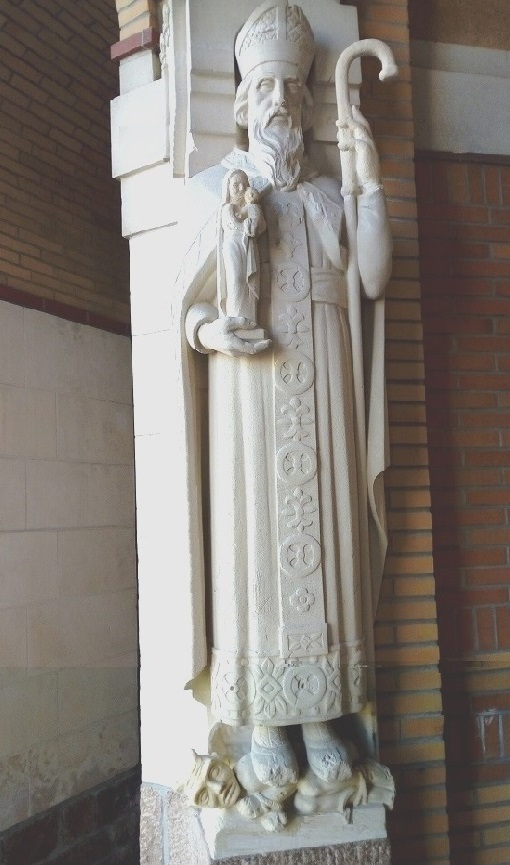
Saint Maurille.
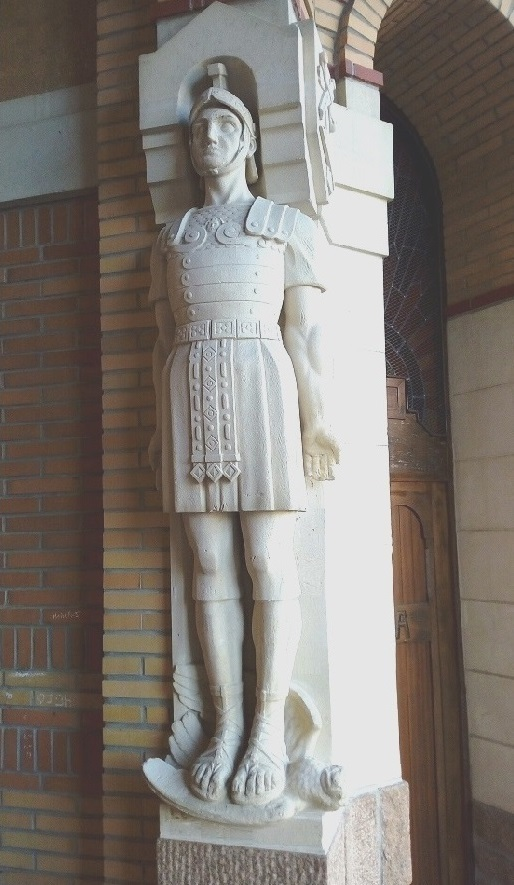
Saint Maurice.
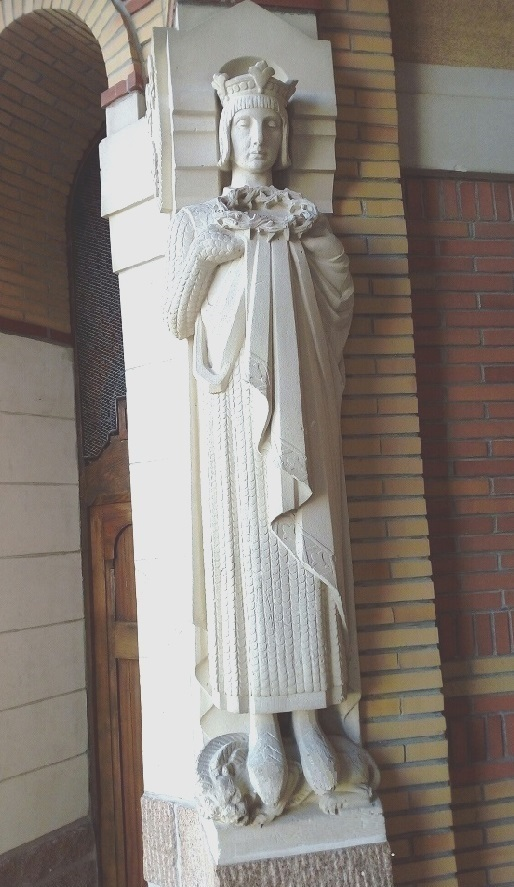
Saint Louis.
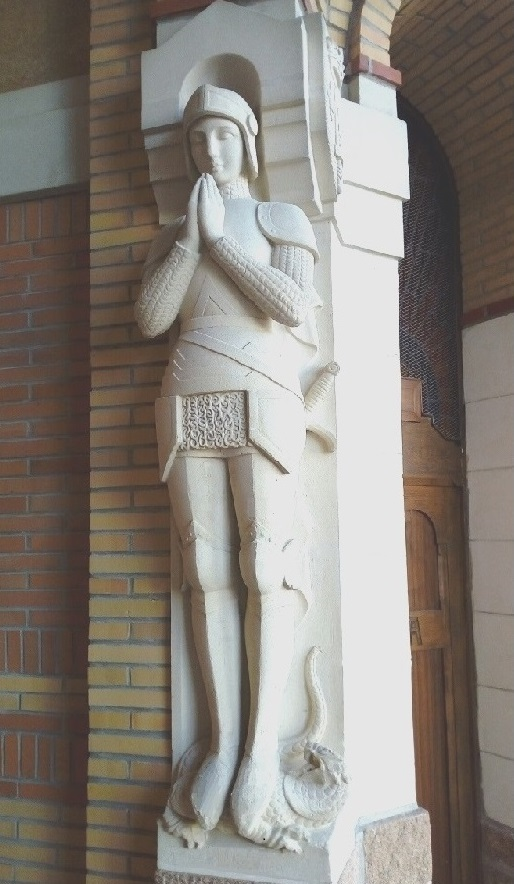
Jeanne d'Arc.
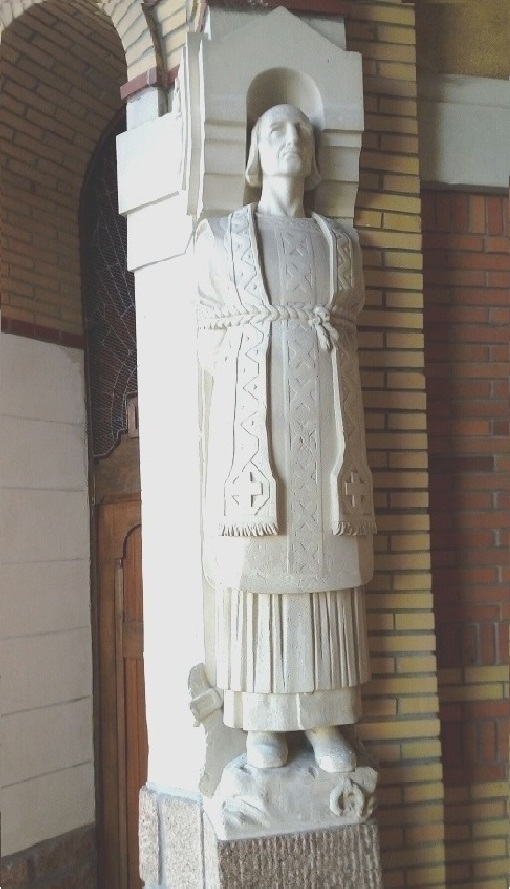
Noël Pinot.
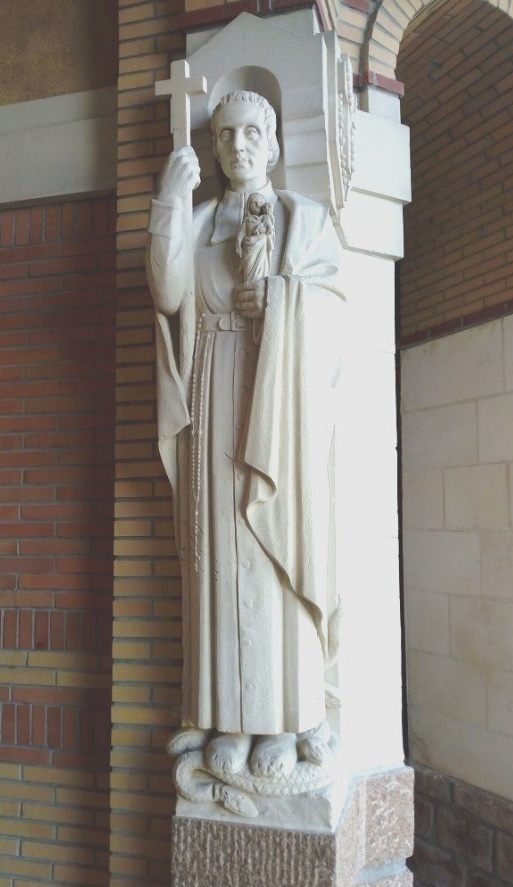
Grignon de Montfort.

### Céramiste
Également connu comme céramiste — entre autres pour la manufacture nationale de Sèvres (contrat du 15 octobre 1926) — la thématique bretonne apparaît dans son travail à partir de 1926. Il collabore avec la manufacture Henriot durant l'entre-deux-guerres proposant l'édition de nombreux groupes, souvent à finalité utilitaire :
- des céramiques, L'Élégante à l'ombrelle en 1927, Femme au panier de fruits, Buste cire de Notre-Dame de Lourdes ;
- des utilitaires Henriot Quimper, pichet au Sonneur musicien breton, pot à eau Crêpière au tablier bleu, serre-livre en faïence de Quimper, coquetier Bretonne[44].

## Distinctions
Charles Pierre Maillard est :
- chevalier de la Légion d'honneur par décret du 21 janvier 1936, matricule 212 403[45] ;
- officier d'Académie le 23 janvier 1922[46].

## Récompenses
Charles Maillard a reçu plusieurs récompenses :
- médaille d'or de l'Exposition des beaux-arts de Rouen en 1909[8] ;
- Prix Lemaire[8] ;
- Prix Zanjel[8] ;
- Prix du Nord en 1931[8] ;
- lauréat de l'École des beaux-arts de Paris de 1894 à 1906[8].

## Hommages
Dès 1896, Charles Maillard est cité, à l'occasion d'une grande cavalcade : « qui a obtenu le plus vif succès grâce aux organisateurs qualifiés, le Dr Pissot, Charles Arnault, le sculpteur François Biron, Charles Maillard élève de l'école des Beaux-Arts en sculpture, les peintres-décorateurs Jouitteau et Roussel ».
Le 2 août 1901, il est cité sur plusieurs journaux de la presse parisienne et le journal belge Le Soir, dans un article titré : Une scène bien touchante, dînant à la terrasse d'un petit restaurant d'artistes, faubourg Saint-Honoré, en compagnie de Denys Puech et plusieurs autres sculpteurs.
En 1912, à propos du monument en hommage à Adrien Delhumeau, principal donateur pour l'hôpital de Cholet, Jules Charrier, président de la SLA de Cholet écrit : « Cette composition de magistrale allure est l'oeuvre de l'éminent sculpteur notre compatriote, M. Charles Maillard ».
Dans un article de L'Ouest-Éclair de Cholet du 8 avril 1941, Henry Coutant visitant pour la première fois l'atelier de la rue Vaugirard à Paris, déjà à l'époque, lui pose cette question tout aussi prégnante plus d'un demi siècle plus-tard : « Comment se fait-il que vous ne m'ayez pas fourni plus souvent l'occasion de parler de vous et de voir vos œuvres ? ». Plus loin on relève : « Quatre fois il fut admis en loge, pour le prix de Rome mais à chaque épreuve sa nature indépendante l'entraîna au-delà des limites imposées par les exigences scolastiques du jury et sa personnalité déborda du cadre officiel du sujet ». Avec le regard d'un expert, il en fait l'éloge au travers de tout l'article, citant plusieurs de ses sculptures, aujourd'hui, tombées dans l'oubli : « Chacune de ces œuvres porte la marque d'une formation classique qui les maintient dans la grandeur et la noblesse d'une réalisation que très heureusement d'ailleurs l'artiste sait assouplir pour la plier à sa conception particulière. Ainsi se trouvent-elles toutes garanties aussi bien contre la monotonie d'une technique uniforme, que contre les excès d'une facture trop outrancière ».
En 2018, Philippe Michel Coutry le décrit comme un « sculpteur figuratif très soucieux du détail et de l'individualisation des expressions et des visages ».